# Karrueche Tran

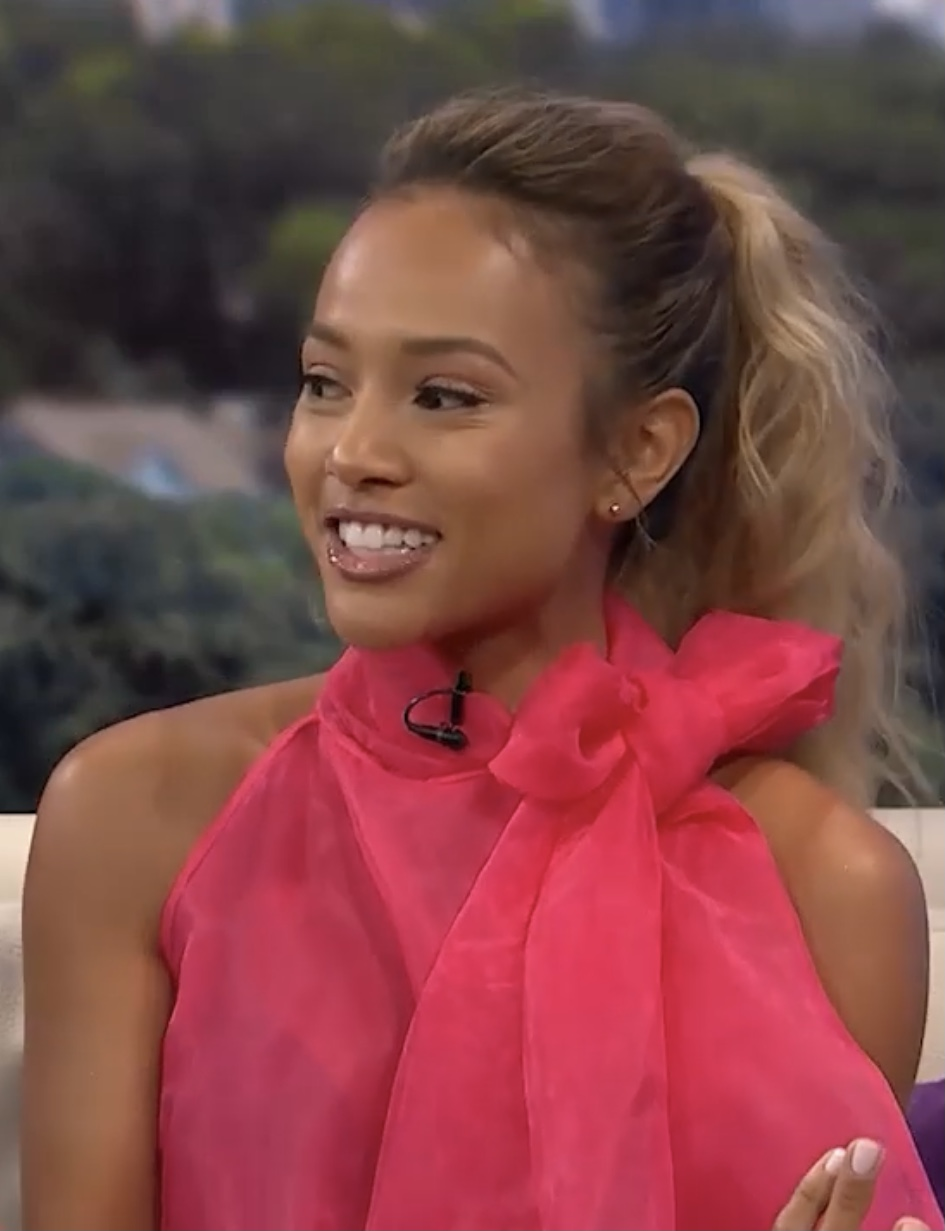
Karrueche Tran, 2019

Karrueche Tran (* 17. Mai 1988 in Los Angeles, Kalifornien) ist eine US-amerikanische Schauspielerin.

## Leben
Tran hat vietnamesische und jamaikanische Wurzeln.
Sie begann ihre Karriere als Fotomodell. Später arbeitete sie als freie Stylistin. Seit 2013 tritt sie als Schauspielerin in Erscheinung. Einen ihrer ersten Auftritte hatte sie in der Webserie The Bay in der Rolle der Vivian Johnson und gewann dafür 2016 und 2017 den Daytime Emmy Award. Bekanntheit erlangte sie durch eine der Hauptrollen in der Fernsehserie Claws.
In den Jahren 2011 und 2012 hatte sie eine Liaison mit dem Sänger Chris Brown.

## Filmografie (Auswahl)
- 2010–2020: The Bay (Fernsehserie)
- 2015: 3-Headed Shark Attack
- 2015: Truth Be Told (Fernsehserie)
- 2015: Single Ladies (Fernsehserie)
- 2016: Alien Hunter (Welcome to Willits)
- 2016: Only for One Night
- 2016: A Weekend with the Family
- 2016: Relationship Status (Fernsehserie)
- 2017–2022: Claws (Fernsehserie)
- 2018: Never Heard
- 2018: The Honor List
- 2020: Embattled
- 2020: Queen of Stylez (Miniserie)
- 2020: The Last O.G. (Fernsehserie)
- 2020: Deputy – Einsatz Los Angeles (Deputy, Fernsehserie)
- 2021: Games People Play (Fernsehserie)
- 2022–2023: Bel-Air (Fernsehserie)
- 2023: Divinity